# Luís Jorge de Baden-Baden
Luís Jorge de Baden-Baden (em alemão:  Ludwig Georg Simpert; Ettlingen, 7 de junho de 1702 – Rastatt, 22 de outubro de 1761), conhecido por “Luís Caçador” (em alemão:  Jägerlouis)  foi um nobre alemão, pertencente à Casa de Zähringen, e que foi Marquês de Baden-Baden de 1707 até à sua morte.
Até 1727, por ainda ser menor, governou sob regência de sua mãe Sibila de Saxe-Lauemburgo. Dado que não teve descendência masculina, sucedeu-lhe o irmão mais novo, Augusto Jorge.

## Biografia
Luís Jorge era o filho mais velho do marquês Luís Guilherme de Baden-Baden e de sua mulher Sibila de Saxe-Lauemburgo. Foi Príncipe-herdeiro de Baden-Baden desde o nascimento, sucedendo ao pai quando este faleceu em 1707 tendo, na altura, apenas 4 anos. A sua mãe encarregou-se da regência até ele atingir a maioridade a 22 de outubro de 1727, com 25 anos.
Aos 16 anos, o jovem príncipe apaixonou-se por Maria Leszczyńska, filha do anterior Rei da Polonia, mas a aliança não se consumou e, Maria viria a casar com Luís XV de França. A sua irmã Augusta viria a viver na corte de França pelo seu casamento com Luís, Duque de Orleães, neto do rei Luís XIV, um inimigo do seu pai.
No verão de 1720 a mãe, preocupada com o casamento do filho mais velho, levou-o até Praga onde ele iria conhecer a sua noiva, no Schloss de Hluboká nad Vltavou. A escolhida foi Maria Ana de Schwarzenberg, filha do príncipe Adão Francisco de Schwarzenberg e da princesa Leonor de Lobkowicz. A mãe viajou em seguida para Viena para obter a anuência do imperador Carlos VI. Após o acordo do imperador, o casamento celebrou-se a 8 de abril de 1721 no Castelo de Český Krumlov. O casal teve quatro filhos, embora apenas uma menina tenha atingido a idade adulta. Como prenda de casamento, a mãe ofereceu-lhe um pavilhão de caça em Fremersberg.
Após a morte de Maria Ana, em 1755, Luís Jorge casou de novo, a 10 de julho de 1755, com a princesa Maria Ana Josefa da Baviera (1734–1776), filha de Carlos VII, Sacro Imperador Romano-Germânico e de sua mulher, a Arquiduquesa Maria Amália. Este casamento não teve descendência.
Graças a sua mãe, Baden-Baden voltou a ser um estado próspero, que for a devastado pelas tropas francesas quando os seus pais se tinham casado, na década de 1690s. A gestão cuidadosa das finanças feita pela mãe, o défice estatal desaparecera e a fortuna pessoal de Luís Jorge aumentara consideravelmente. A mãe acabou por e retirar para o Castelo de Ettlingen onde viria a falecer em 1733.
Filho de um general famoso, a maior paixão de Luís Jorge eram as caçadas (tal como o seu comtemporâneo, o rei Luís XV) e foi cognominado de “Luís Caçador” (em alemão:  Jägerlouis) uma piada para com o cognome de seu pai “Luís Turco” (em alemão:  Türkenlouis) dadas as batalhas travadas contra os otomanos no serviço do exército Imperial.
Entre 1707 e 1731 foi Coronel do 4.º regimento de infantaria do Círculo da Suábia mas, durante a Guerra de Sucessão da Polónia, ocupou-se em caçadas aos vedos nas suas possessões da Boémia. Só regressou a Viena depois de 1735, próximo da paz ficar estabelecida pelo Tratado de Viena de 1738.
Luís Jorge morreu no Castelo de Rastatt em outubro de 1761 com 59 anos de idade. Dado que não teve descendência masculina, sucedeu-lhe o irmão mais novo, Augusto Jorge. Ele foi sepultado na igreja Stiftskirche, na cidade de Baden-Baden ao lado da sua primeira mulher. Maria Ana Josefa retirou-se para Munique onde viria a falecer em 1776 sendo sepultada na Theatinerkirche.

## Casamentos e descendência
A 8 de abril de 1721, Luís Jorge casou com Maria Ana de Schwarzenberg, filha do Príncipe Adão Francisco de Schwarzenberg. Desse casamento nasceram quatro filhos dos quais apenas uma menina sobreviveu à infância:
1. Isabel Augusta (Elisabeth Augusta) (1726-1789), que casou em 1755 com Miguel Wenzel, Conde de Althann, sem descendência.
2. Carlos Luís Damião (Karl Ludwig Damian) (1728-1734), Príncipe-herdeiro de Baden-Baden.
3. Luís Jorge (Ludwig Georg) (1736-1737), que sucedeu ao irmão como Príncipe-herdeiro de Baden-Baden.
4. Joana (Johanna) (1737-1737).

Depois de enviuvar, Luís Jorge casou em segundas núpcias, a 10 de Julho de 1755, com Maria Ana Josefa da Baviera (1734–1776), filha do imperador Carlos VII. Deste casamento não houve descendência